# Charlottenberg (Eda)

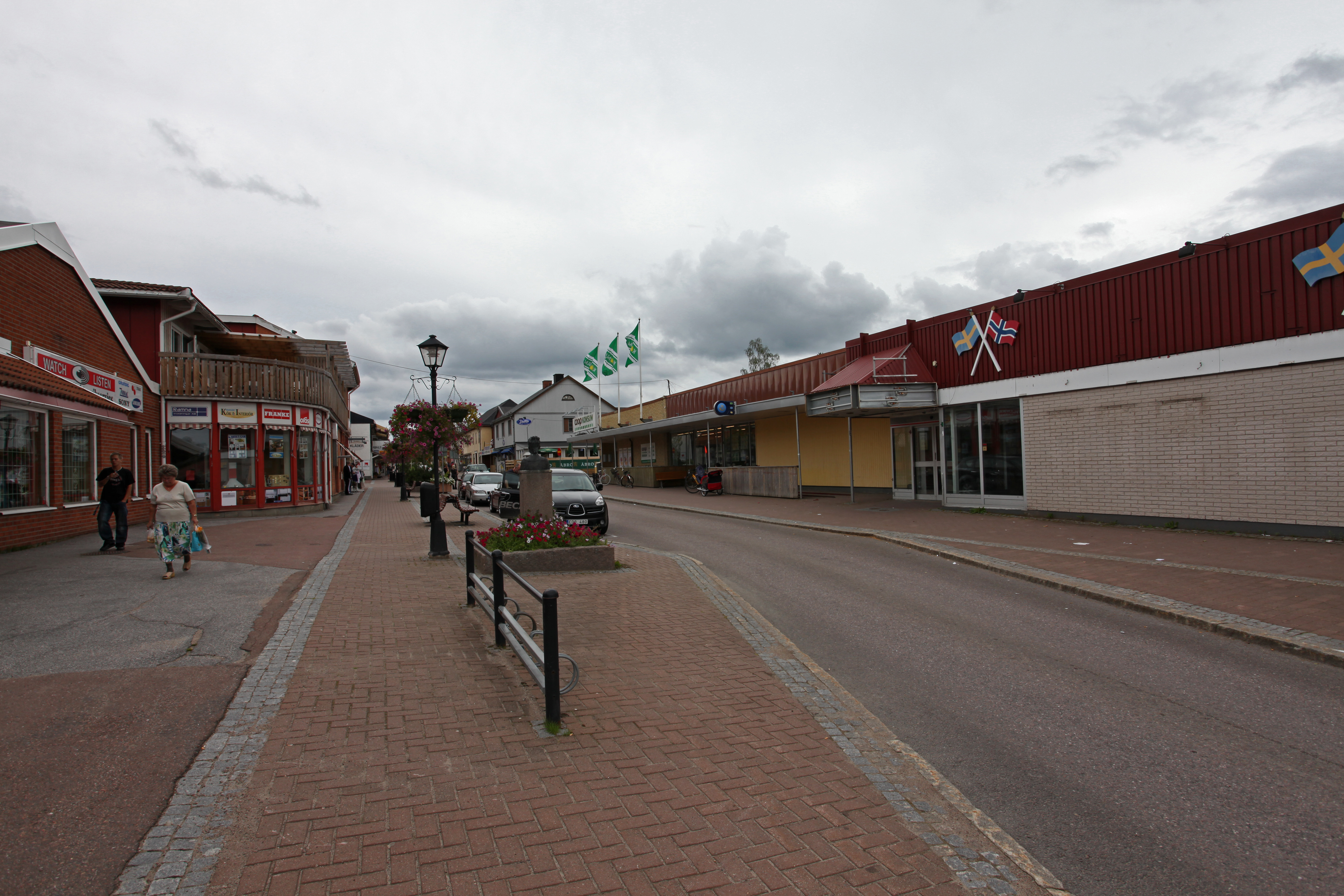
Charlottenberg (2009)

Charlottenberg ist ein Ort in der schwedischen Provinz Värmlands län beziehungsweise der historischen Provinz (landskap) Värmland. Es ist Hauptort der Gemeinde Eda. Die Entfernung zur Provinzhauptstadt Karlstad sowie zur norwegischen Hauptstadt Oslo beträgt jeweils etwa 100 km.
Charlottenberg liegt an der Värmlandsbana zwischen Stockholm und Oslo und ist eine Haltestelle für alle internationalen Züge auf dieser Strecke.